# Lega calcistica degli Emirati Arabi Uniti 1988-1989
La UAE Football League 1988-1989 è stata la 16ª edizione del massimo campionato emiratino di calcio. Alla competizione hanno preso parte 12 squadre.
In questa edizione non era prevista la retrocessione di nessuna squadra in seconda divisione, per l'allargamento del campionato previsto per l'anno successivo. Al termine della stagione ad aggiudicarsi il titolo nazionale è stato lo Sharjah, che vince per la terza volta nella sua storia la competizione.

## Classifica
|                                | Pos. | Squadra       | G  | V  | N | P  | GF | GS | Pt |
| ------------------------------ | ---- | ------------- | -- | -- | - | -- | -- | -- | -- |
| Emirati Arabi Uniti (bandiera) | 1    | Sharjah       | 22 | 14 | 4 | 4  | 31 | 18 | 32 |
|                                | 2    | Al-Wasl       | 22 | 13 | 5 | 4  | 44 | 18 | 31 |
|                                | 3    | Al-Nasr       | 22 | 12 | 5 | 5  | 38 | 17 | 29 |
|                                | 4    | Al-Shabab     | 22 | 12 | 4 | 6  | 29 | 18 | 28 |
|                                | 5    | Al-Ain        | 22 | 8  | 9 | 5  | 29 | 21 | 25 |
|                                | 6    | Al-Khaleej    | 22 | 9  | 5 | 8  | 31 | 31 | 23 |
|                                | 7    | Al-Wahda      | 22 | 7  | 8 | 7  | 34 | 30 | 22 |
|                                | 8    | Baniyas       | 22 | 7  | 6 | 9  | 16 | 19 | 20 |
|                                | 9    | Al-Jazira     | 22 | 8  | 3 | 11 | 23 | 29 | 19 |
|                                | 10   | Al-Shaab      | 22 | 6  | 4 | 12 | 20 | 31 | 16 |
|                                | 11   | Al-Ahli Dubai | 22 | 4  | 5 | 13 | 18 | 36 | 13 |
|                                | 12   | Emirates      | 22 | 0  | 3 | 19 | 14 | 56 | 3  |

Legenda:

      Campione degli Emirati Arabi Uniti 1988-1989

Due punti a vittoria, uno a pareggio, zero a sconfitta.